# Świątynia Mahabodhi
Świątynia Mahabodhi – buddyjski zespół świątynny w miejscowości Bodh Gaja w stanie Bihar w północnych Indiach, zbudowany w miejscu, gdzie Budda Siakjamuni według tradycji miał uzyskać oświecenie. Na tyłach świątyni rośnie drzewo Bodhi, będące ponoć potomkiem figowca pod którym medytował Budda. Cały kompleks świątynny został wpisany w 2002 roku na listę Światowego Dziedzictwa UNESCO.

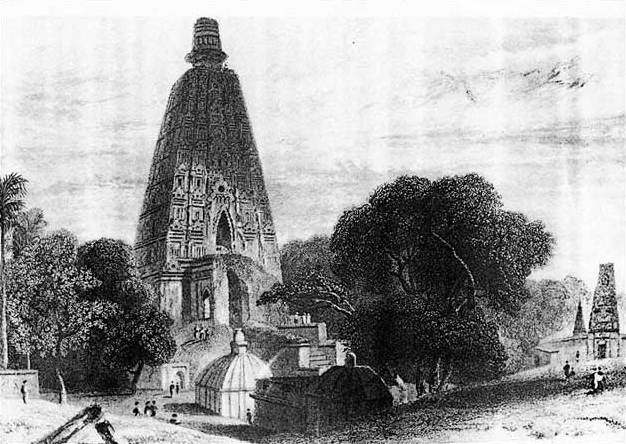
Mahabodhi według ryciny z lat 1780